# ريال مدريد للسيدات
ريال مدريد للسيدات (بالإسبانية: Real Madrid Femenino) هو نادي كرة قدم نسائي إسباني مقره مدريد. تأسس النادي باسم نادي ديبورتيفو تاكون (بالإسبانية: Club Deportivo TACÓN) في عام 2014، وخضع النادي لاحقًا لعملية اندماج واستحواذ مع نادي ريال مدريد ابتداءً من عام 2019 وتم تغيير علامته التجارية رسميًا إلى قسم كرة القدم النسائية لنادي ريال مدريد في عام 2020.
يلعب النادي حاليًا في الدوري الإسباني الدرجة الأولى دوري الدرجة الأولى.

## المواسم

### كديبورتيفو تاكون
| الموسم  | الدرجة  | المركز | كأس الملكة      |
| ------- | ------- | ------ | --------------- |
| 2016–17 | الثانية | الثاني |                 |
| 2017–18 | الثانية | الأول  |                 |
| 2018–19 | الثانية | الأول  |                 |
| 2019–20 | الأولى  | العاشر | دور ربع النهائي |

### كريال مدريد للسيدات
| الموسم  | الدرجة | المركز | كأس الملكة |
| ------- | ------ | ------ | ---------- |
| 2020–21 | الأولى |        |            |

## وصلات خارجية
- الموقع الرسمي (بالإسبانية)